# Lithocarpus longipedicellatus
Lithocarpus longipedicellatus (Hickel & A.Camus) A.Camus – gatunek roślin z rodziny bukowatych (Fagaceae Dumort.). Występuje naturalnie w Wietnamie oraz południowych Chinach (w zachodnim Kuangsi, południowo-wschodniej części Junnanu i na wyspie Hajnan). 

## Morfologia
PokrójZimozielone drzewo dorastające do 20 m wysokości.
LiścieBlaszka liściowa jest nieco skórzasta i ma owalny, eliptycznie owalny lub eliptyczny kształt. Mierzy 8–15 cm długości oraz 3–6 cm szerokości, jest całobrzega, ma klinową nasadę i spiczasty wierzchołek. Ogonek liściowy jest nagi i ma 10–15 mm długości.
OwoceOrzechy o kulistawym kształcie, dorastają do 10–14 mm długości i 12–22 mm średnicy. Osadzone są pojedynczo w miseczkach w kształcie talerza, które mierzą 12–15 mm średnicy. Orzechy otulone są w miseczkach do 20–50% ich długości.

## Biologia i ekologia
Rośnie w wiecznie zielonych lasach. Występuje na wysokości do 1200 m n.p.m. Kwitnie i owocuje od października do stycznia.